# Mariatu Kamara
Pour les articles homonymes, voir Kamara.
Mariatu Kamara (née le 25 mai 1986 à Yonkro, Sierra Leone) est une représentante de l'UNICEF, auteure et survivante de la guerre civile en Sierra Leone.

## Premières années
Mariautu Kamara est née et a grandi dans le petit village de Magborou en Sierra Leone. Sa mère, Aminatu, était la seconde femme de son père, le premier étant Sampa; elle a donc été élevée au sein d'une famille polygame. Très jeune, elle a été envoyée vivre avec la sœur de son père, Marie ainsi que son mari, Alie.

## Les expériences vécues pendant la guerre
À l'âge de 12 ans, au cours de la guerre civile en Sierra Leone, Kamara est violée par un ami de la famille, nommé Salieu, ami de sa tante Maris. Kamara était amenée à épouser lorsqu'elle aurait atteint l'âge de 16 ans. Peu de temps après le viol, le village est envahi par les rebelles du Revolutionary United Front et lors de l'attaque, les deux mains de Kamara sont coupées. Durant les attaques, elle est témoin du meurtre de plusieurs membres de sa propre famille et amis, ainsi que son violeur Salieu, mais réussi elle-même à s'échapper. Elle réussit à rejoindre le Connaught Hospital de Freetown (aidée par plusieurs inconnus),  où une opération chirurgicale est pratiquée sur ses bras afin de prévenir une infection. C'est à cette occasion qu'elle découvre être enceinte des suites du viol. Elle donne naissance à un fils qu'elle nomme Abdul. Après la naissance, l'enfant soufre de malnutrition et décède environ dix mois après sa naissance.

## Après la guerre
Après sa sortie de l'hôpital, Mariatu vit plusieurs années de la mendicité et réside dans le camp surpeuplé des Amputés de Aberdeen. Elle devient membre d'un groupe de théâtre au sein du camp, et avec plusieurs autres amputés de son âge, attire l'attention sur la situation de son pays, à travers des spectacles de danse. Elle a ensuite la chance d'obtenir des prothèses et part pour Londres. Grâce à un parrainage reçu de l'UNICEF, elle s'installe ensuite au Canada, où elle s'implique dans des tournées artistiques (Free the Children) avec l'UNICEF, tournées destinées à promouvoir l'égalité des droits et de l'accès à l'éducation.
En 2008, elle écrit un livre relatant son expérience personnelle pendant la guerre, en collaboration avec l'auteure canadienne Susan McClelland : the bite of the Mango.

### Œuvres citées
- Mariatu Kamara et Susan McClelland, Bite of the Mango, Bloomsbury Publishing, 2008, 224 p. (ISBN 978-1-4088-0519-0)